# Roberto Ceruti
Roberto Ceruti (ur. 10 listopada 1953 w Paderno Ponchielli) – włoski kolarz szosowy, brązowy medalista mistrzostw świata.

## Kariera
Największy sukces w karierze Roberto Ceruti osiągnął w 1975 roku, kiedy zdobył brązowy medal w wyścigu ze startu wspólnego amatorów podczas mistrzostw świata w Yvoir. W zawodach tych wyprzedzili go jedynie Holender André Gevers oraz Szwed Sven-Åke Nilsson. Był to jednak jedyny medal wywalczony przez Cerutiego na międzynarodowej imprezie tej rangi. Ponadto wygrał między innymi Circuito del Porto-Trofeo Arvedi w 1975 roku, Grand Prix Guillaume Tell w 1976 roku, Giro della Romagna w 1977 roku, Giro dell'Umbria w 1980 roku oraz Gran Premio Città di Camaiore w 1984 roku. Ośmiokrotnie startował w Giro d’Italia, najlepszy wynik osiągając w 1980 roku, kiedy był siedemnasty w klasyfikacji generalnej. Rok wcześniej wygrał jeden etap tego wyścigu, jednak ostatecznie zajął 27. miejsce. Dwukrotnie startował w Vuelta a España, najlepszy wynik osiągając w 1983 roku, kiedy zajął 23. miejsce. W 1979 roku wystartował także w Tour de France, ale wycofał się przed zakończeniem rywalizacji. W 1976 roku brał udział w igrzyskach olimpijskich w Montrealu, zajmując 26. miejsce w wyścigu ze startu wspólnego. Jako zawodowiec startował w latach 1977-1987.